# Zemfira (album)
Zemfira - debiutancki album rosyjskiej piosenkarki rockowej Zemfiry. Zapoczątkował on nowy nurt rosyjskiego rocka - z kobietą pełniącą rolę autorki i wykonawczyni piosenek.

## Lista utworów
1. "Почему"     (Dlaczego)
2. "Снег"       (Śnieg)
3. "Синоптик"   (Synoptyk)
4. "Ромашки"    (Rumianki)
5. "Маечки"     (Podkoszulki)
6. "СПИД"       (AIDS)
7. "Румба"      (Rumba)
8. "Скандал"    (Skandal)
9. "Не Пошлое"  (Nietrywialne)
10. "Припевочка" (Piosenka)
11. "-140"
12. "Ариведерчи" (Ariwederczi)
13. "Ракеты"     (Rakiety)
14. "Земфира"    (Zemfira)

## Twórcy
- Zemfira - śpiew
- Sergei Cozinov - perkusja, instrumenty perkusyjne
- Oleg Pungin - perkusja, instrumenty perkusyjne
- Vadim Solov'ev - gitara
- Yurii Tsaler - gitara
- Rinat Akhmadiev - gitara basowa
- Sergei Miroliubov - keyboard